# تله‌کابین گنج‌نامه

مجموعه تله‌کابین گنج‌نامه

تله‌کابین گنج‌نامه یکی از جاذبه‌های منطقه نمونه گردشگری گنج‌نامه است.. این تله‌کابین در انتهای دره عباس‌آباد در ۵ کیلومتری شهر همدان و در مجاورت کتیبه‌های گنج‌نامه واقع شده‌است. طول خط این تله‌کابین ۱۶۸۰ متر و اختلاف ارتفاع آن ۸۰۰ متر است، دارای ۱۷ پایه و ۵۰ عدد کابین در فاز نخست است. این تله‌کابین به سمت منطقهٔ میدان میشان یکی از ارتفاعات سرسبز کوه الوند امتداد دارد.
در خرداد سال ۱۳۸۸ برنامه‌های آتی شرکت تله‌کابین گنج‌نامه به شرح زیر اعلام شد:
- احداث نخستین سالن بولینگ در غرب کشور را با ۱۲ خط
- برج بانجی جامپینگ که این دومین برج بانجی جامپینگ در کشور محسوب می‌شود.
- ایجاد آبشار مصنوعی برای مسابقات یخ‌نوردی.
- ایجاد مجموعه ورزشی تعادل هوایی با همکاری یک شرکت ایتالیایی.
- دو پیست اسکی نیز در میدان میشان به مرحله اجرا درآید که یکی از این دو به طول ۱۰۰۰ متر به صورت ابتدایی و ساده و دومی حرفه‌ای است و در کنار این دو پیست خط تله‌سی‌یژ نیز افتتاح خواهد شد.
- پیست تریال برای دوچرخه‌سواران.
- احداث نخستین سایت تخصصی تیرول.
- احداث خط لژویگاند را با یک شرکت آلمانی نیز در دست بررسی است تا مردم بتوانند از این قطار پر پیچ‌وخم و ترسناک استفاده کنند.
- ایجاد صخره‌ای مصنوعی برای ورزشکاران صخره‌نورد.
- دو باند هلیکوپتر در مبدأ و مقصد تلهکابین نیز طراحی شده‌است تا در مواقع بحرانی بتوان از آن استفاده کرد.
- از پروژه‌های فاز ۲ شرکت تله‌کابین: احداث یک مجموعه شامل رستوران با زیر بنایی ۴۵۰ مترمربع، کافی شاپ با متراژ ۱۷۵ مترمربع، هتل سه طبقه با متراژ ۲۰۰ مترمربع در میدان میشان. گفته می‌شود که از فضای ۲۰ هکتاری میدان میشان، ۲ هکتار در تعلق این شرکت است.
- ایجاد آلاچیق برای زندگی عشایر ساکن این منطقه.[۳]
- هم اکنون امکاناتی مانند سوئیت های چوبی و غار آکواریوم به این مجموعه اضافه شده اند.

## نگرانی از اثرات مخرب تله‌کابین بر محیط زیست کوه الوند

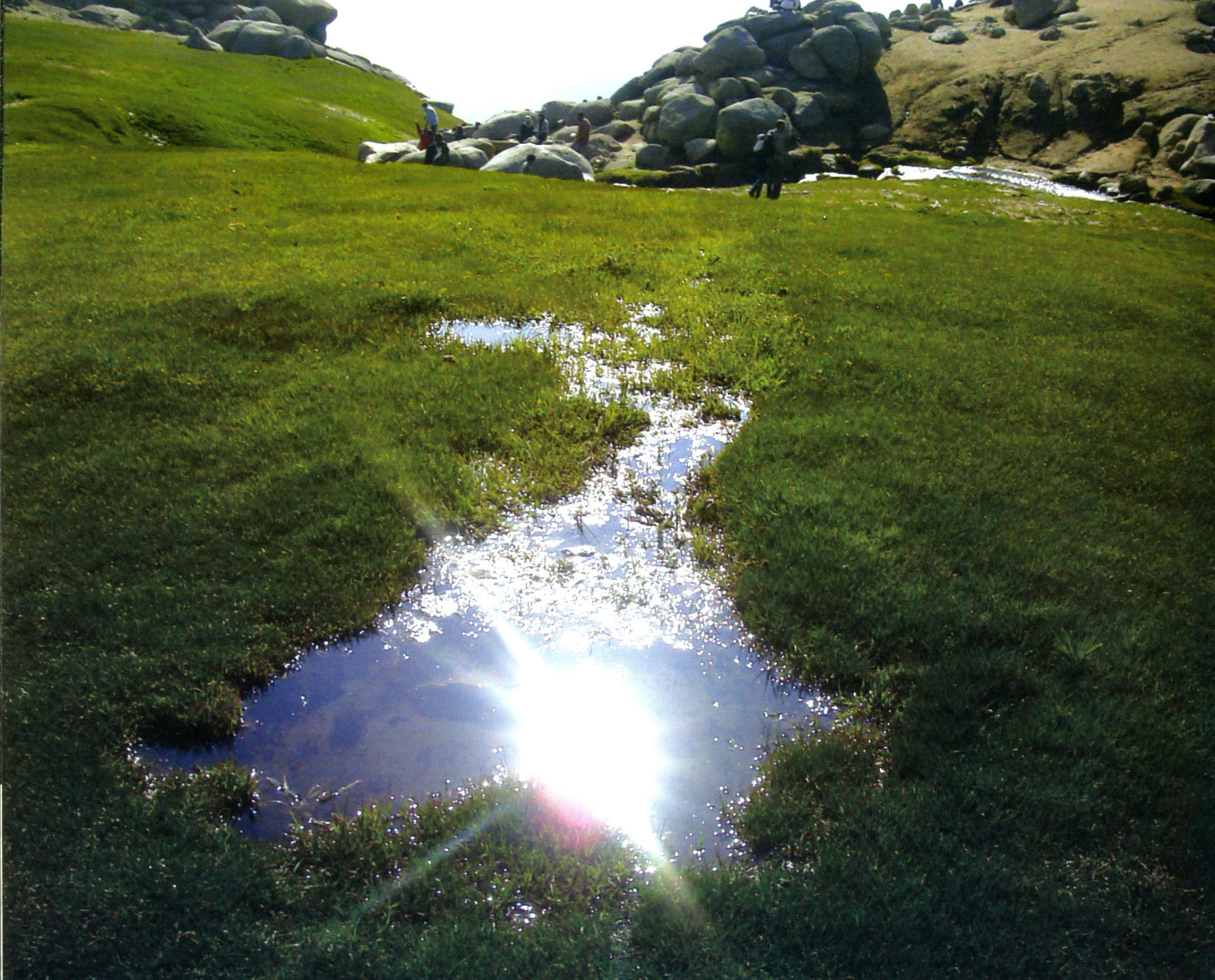
میدان میشان

هواداران محیط زیست معتقدند که این تله‌کابین باعث خواهد شد تا راه بسیاری از افراد غیر کوهنورد که علاقه‌ای به طبیعت و محیط اطرافشان ندارند را نیز به طبیعت بکر الوند باز کند و باعث شود که انبوهی زباله را با خود به دامن این طبیعت بیاورند. همین امر موجب می‌شود تا بسیاری از گونه‌های گیاهی به‌دلیل تخریب بستر رودها از بین برود. این ایرادات در حالی است که هنگامیکه تنها کوهنوردان حرفه‌ای به این منطقه رفت‌وآمد داشته و دارند، در یک روز بیش از یک تن زباله تلنبار می‌شده‌است، حالا به‌وجود برکت احداث این تله‌کابین که سالانه هزاران نفر را به قصد گردشگری جابه‌جا خواهد کرد، مسئولان موردنظر لازم است اقدامات جدی‌تری دربارهٔ دفع زباله انجام دهند، تا این دامنه‌های سبز و بکر کمتر مورد آسیب قرار گیرند.

این پایان ایرادات گرفته شده از سوی این کارشناسان نیست، آنها حتی معتقدند که با توجه به ضعف مدیریت مسئولان گردشگری بعید نیست در آینده‌ای نزدیک به بهانهٔ توسعهٔ بیشتر فضاهای گردشگری مانند پیست اسکی و سایر ورزش‌های زمستانی، مسئولان بیش از پیش با طرح‌های خود به‌سوی دامنه‌های الوند رفته و تمام زیبایی‌های آن را از بین ببرند.